# エル・プラタ級モニター

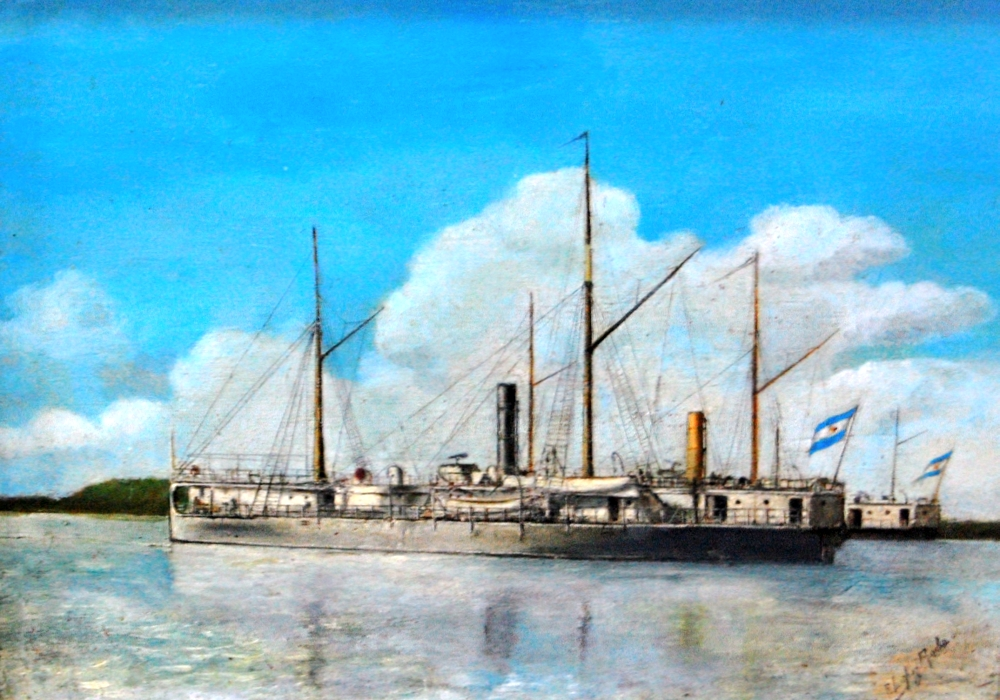
「エル・プラタ」

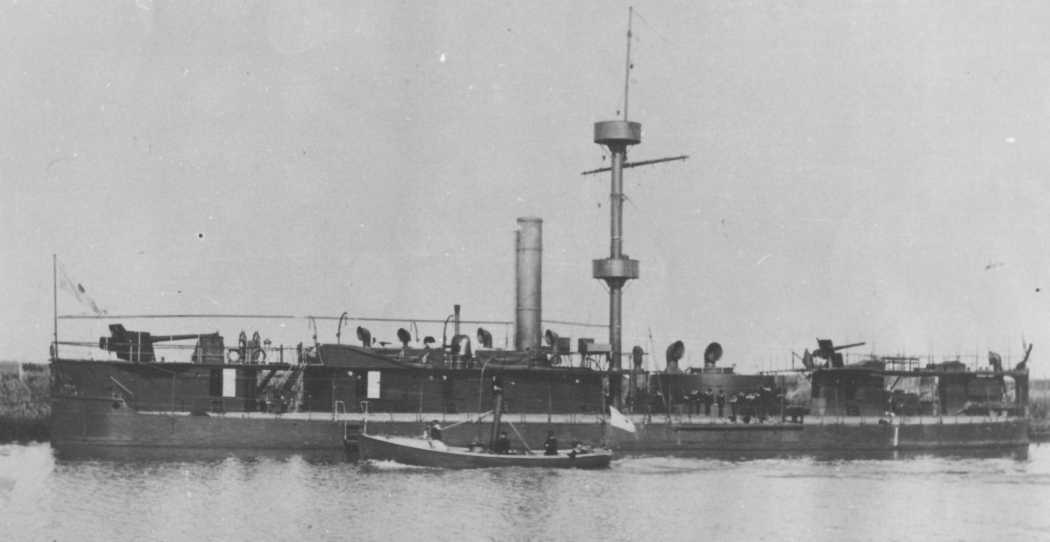
1905年ごろの「ロス・アンデス」

エル・プラタ級はアルゼンチン海軍の航洋型モニター、ないし囲砲塔艦。「エル・プラタ (El Plata)」と「ロス・アンデス (Los Andes)」の2隻がイギリスのレアード・ブラザーズ社で建造され、前者は1874年8月29日、後者は1874年10月29日に進水。ともに1927年11月16日に除籍された。

## 設計
満載排水量1500トン、水線長186フィート0インチ (56.69m)、幅44フィート0インチ (13.41m)。または排水量1535トン、全長186フィート (56.7m)、垂線間長179.8フィート (54.8m)、幅44フィート3インチ (13.5m)。乾舷はジョン・エリクソン型モニターより高い。
艦中央部に連装砲塔が1基あり、そこにアームストロング23cm前装砲を搭載した。1901年には20.3cm後装施条砲に換装された。または、7.8インチ砲2門とも、「ロス・アンデス」は当初7.5インチ砲2門を搭載していたが、同艦と「エル・プラタ」は1883年に9.45インチ砲2門に換装されたとも。他の兵装は4インチ砲2門、9ポンド砲2門、3ポンド砲2門。「ロス・アンデス」は他にノルデンフェルト1インチ機銃を4艇搭載した。1901年時の兵装は203mm前装砲2門と114mm砲2門とも。
機関出力は750指示馬力、2軸推進で速力9，5ノット。煙突は1本で、砲塔の後ろにある。
装甲は鉄製で、厚さは水線装甲が最大152mm、砲塔基部周りのブレストワークが203mmから229mm、砲室前面が229mmで他が203mm。または装甲帯90-152mm、砲塔203-254mm、甲板25mm。
砲塔の前後は甲板室となっているが、その幅は狭く、また左右の砲身を離して搭載していることから真正面に主砲を発射できたという。